# Ixora inaequifolia
Ixora inaequifolia är en måreväxtart som beskrevs av Charles Budd Robinson. Ixora inaequifolia ingår i släktet Ixora och familjen måreväxter. Inga underarter finns listade i Catalogue of Life.